# Illa Massey
L'illa Massey (en anglès Massey island) és una de les illes àrtiques que conformen l'arxipèlag de la Reina Elisabet, pertanyent al territori de Nunavut, al nord del Canadà.

## Geografia
L'illa Massey és una de les quatre illes que es troben a l'extrem nord-oest de l'illa de Bathurst, junt a l'illa Alexander, l'illa de Vanier i l'illa Cameron, i que semblen una prolongació, en forma de península de l'illa de Bathurst. Fins al 1947 no es va poder determinar que en realitat eren quatre illes separades per estrets canals.
Es troba al sud de l'illa de Vanier i la petita illa Pauline, de les quals les separa l'estret de Pearse i al nord de l'illa Alexander i l'illa Marc, de les quals les separa l'estret Boyer. La seva superfície és de 432 km² i l'alçada màxima és d'uns 210 metres.